# 美人为馅
《美人为馅》 是一部改编自丁墨同名小说，2016年制作的网络剧。由北京爱奇艺科技有限公司、欢娱影视出品，正同时担任制片人、编剧一职，原著作者丁墨亦加入编剧阵容参与改编，并且由 杨蓉、白宇、李庚、何奉天、戚迹、米热、张逸杰等演员主演。该剧将采取季播模式，分三季播出，爱奇艺VIP会员抢先看。第一季于2016年10月24日爱奇艺首播，第二季于2016年11月14播出，第三季于2016年12月12日播出。

## 播放時間及平台

### 首播
| 頻道               | 所在地                                                | 首播日期               | 备注                                                       |
| ------------------ | ----------------------------------------------------- | ---------------------- | ---------------------------------------------------------- |
| 爱奇艺爱奇艺台湾站 | 中国 臺灣                                             | 第一季：2016年10月24日 | 爱奇艺VIP会员：全季抢先看 非会员：每周一、二 20：00 各两集 |
| 爱奇艺爱奇艺台湾站 | 中国 臺灣                                             | 第二季：2016年11月14日 | 爱奇艺VIP会员：全季抢先看 非会员：每周一、二 20：00 各两集 |
| 爱奇艺爱奇艺台湾站 | 中国 臺灣                                             | 第三季：2016年12月12日 | 爱奇艺VIP会员：全季抢先看 非会员：每周一、二 20：00 各两集 |
| Sony GEM           | 香港 · 新加坡 · 马来西亚 · 菲律賓 · 印度尼西亞 · 泰國 | 2017年11月16日         | 星期一至五 20:00                                           |

## 演員表

### 主要角色
| 演員                               | 角色   | 简介 |
| 杨蓉 少女苏眠：小米 小白锦曦：眺眺 | 白锦曦 | 黑盾组组员 外号：小白、白白（唠叨、冷面稱）、老大（小篆稱） 警察，擅长犯罪心理侧写。 恐高、路痴，喜爱橘子口味的棒棒糖。 在5年前與字母團的對決中失去记忆，经常在睡眠時会做有关于回忆的梦。 与韩沉是欢喜冤家，徐司白是最了解她的好朋友，周小篆是最懂她的男闺蜜、小跟班。 于第二季中，得知自己的真实身份是韓沉的未婚妻苏眠，后于第三季得知，与真正的白锦曦是表姐妹关系。 注： 真正的白锦曦於五年前被字母團布局，以救蘇眠為由哄騙，被A開槍殺死，藉此讓失憶的蘇眠取代其身份生活。原被警方誤認為苏眠變節，五年後蘇眠為她恢復身份，方得以光榮殉職。 参见黑盾组 参见真人CS案 |
| 杨蓉 少女苏眠：小米 小白锦曦：眺眺 | 苏眠   | 見習警員/字母團的臥底 代號:H 父亲苏瑞城是被徐司白父亲害死。 失忆之前的身份是韩沉的未婚妻。 于第二季得知自己的身份，並与韩沉相认。 5年前在字母團臥底時，被字母團設計讓真正的白錦曦代替自己死去，失憶之後的她則被冠以白锦曦的身份生活。 瓦解字母團後，和韓沉離開了黑盾組。 |
| 白宇                               | 韩沉   | 黑盾组副組长 外号：韩神、韩混蛋（锦曦稱）、老大（嘮叨、冷面、小篆稱） 刑警，槍法精準、身手矯捷，擅用传统刑侦手法，但始終對犯罪心理抱持著懷疑的態度。作為破案無數的警界傳奇，被人稱為「韓神」。 5年前的韓沉驕矜自信，在與字母團的對決中失去部分记忆，但即使失憶了，依然憑藉著手指上的求婚戒指和內心深處的感覺，相信自己有未婚妻，並一直在這5年的時間裡堅持不懈地寻找她。 5年後的韓沉冷峻沉著，遇見白錦曦後，因為案件而產生交集的兩人，在相處中漸生情愫與好感。偶爾也因白錦曦的言行習慣，而對她有莫名的熟悉感和片段的記憶閃現，因懷疑其身份，進而調查出5年前的事實真相。 与白锦曦，或者說未婚妻蘇眠是欢喜冤家。 瓦解字母團後，和蘇眠離開了黑盾組。 参见黑盾组 参见真人CS案 |
| 李庚                               | 徐司白 | 医生/黑盾组法医顾问 外号：老徐（锦曦稱） 实际身份是字母團的领导，代号：S。 从小深爱苏眠，設計讓苏眠失忆，以白錦曦的身份生活，自己也設法忘卻作為犯罪團夥領導和苏眠父亲被父亲害死的過去，以医生/法医顾问的身份加入黑盾組，並待在她身边。 雖在终极对决後被警方找到擁有自己DNA的屍體，但其實他可能沒有死。 参见字母團 参见黑盾组 参见终极对决 |
| 何奉天                             | 周小篆 | 黑盾组组员 警察，擅长地形跟踪、电脑技术。 白锦曦小跟班与男闺蜜。非常崇拜韩沉。 参见黑盾组 |

### 黑盾组
| 演員   | 角色       | 简介                                                           |
| 白梓轩 | 秦文泷     | 黑盾组组长 岚西省刑警队队长。                                  |
| 白宇   | 韩沉       | 黑盾组副组长 详见主要角色 参见真人CS案                         |
| 杨蓉   | 白锦曦苏眠 | 黑盾组组员 详见主要角色 参见真人CS案                           |
| 王雨   | 施珩       | 黑盾组组员 外号：唠叨 擅长痕迹学，指纹鉴别的专家。             |
| 南伏龙 | 迟琛       | 黑盾组组员 外号： 身手矯健，与韩沉幾乎不相上下。夏子柒的男朋友 |
| 何奉天 | 周小篆     | 黑盾组组员 详见主要角色                                        |
| 李庚   | 徐司白     | 黑盾组法医顾问 详见主要角色 参见七人團 参见终极对决            |
| 赵顺然 | 小姚       | 黑盾组法医顾问助理 後被通緝，下落不明                          |

### 字母團
| 演員   | 角色   | 简介 |
| 李庚   | 徐司白 | 字母團领导，代号：S 详见主要角色 参见黑盾组 参见终极对决 |
| 张逸杰 | 夏俊艾 | 字母團成员，代号：A 老幺，擅长爆破，焊接。 在五年前被蘇眠無意的救下後，內心其實很想從蘇眠中得到救贖。 後在终极对决被韓沉開了一槍。 参见终极对决                                                                                                 |
| 孙骁骁 | 辛佳   | 字母團成员，代号：E 擅长制毒，喜欢韩沉。 为韩沉挡子弹身亡。 参见芯片之谜/与K较量/黑客杀人事件 |
| 戚迹   | 许湳柏 | 字母團成员，代号:K 警队教授、犯罪心理专家，苏眠师兄。 擅长催眠，实际身份是连环杀手。 因身份败露，催眠冷面让其举枪往腹部开了一枪。 在黑盾组进行抓捕时，跳进江里逃生。 後在终极对决再出現被R開了一槍。 参见芯片之谜/与K较量/黑客杀人事件 参见终极对决 |
| 米热   | 谢陆   | 字母團成员，代号：T 擅长狙击。 自己举枪从颈项射穿头颅身亡。 参见真人CS案 |
| 初俊辰 | 季子苌 | 字母團成员，代号：L 连环杀手，喜欢辛佳。 後在终极对决被K催眠對R開了一槍再被S射殺。 参见护士服变态杀人案 参见终极对决 |
| 田牧宸 | 罗斌   | 字母團成员，代号：R 黑客杀手，在每一位字母团成员身上植入芯片以便监控他们的行踪。 後在终极对决被L開了一槍。 参见芯片之谜/与K较量/黑客杀人事件 参见终极对决                                                                                       |
| 赵弈钦 | 穆方城 | 字母團成员，代号：M 咖啡馆老板，連環殺手。 在五年前的對決中被韓沉殺死。 |

### 案件相關人物

#### 连环迷奸案
- 第一季1-6集

| 演員   | 角色     | 简介                                                                               |
| 陈昊   | 陈离江   | 马戏团小丑 曾方平师兄，原来是马戏团魔术师，因一次意外而毁容。患有胃癌。 会催眠术。 |
| 迟嘉   | 曾方平   | 马戏团魔术师 陈离江师弟，脾气暴躁，酗酒。 曾被陈离江催眠。                         |
| 海铃   | 马小菲   | 连环强奸案第一受害者，被催眠进入梦境后遭强奸。                                     |
| 张哲瀚 | 梦境男神 | 马小菲梦境男神，王子。                                                             |
| 陈梦秦 | 季雅馨   | 连环强奸案第二受害者，被催眠进入梦境后遭强奸。                                     |
| 蒙恩   | 梦境男神 | 季雅馨梦境男神，婚礼新郎。                                                         |
| 陈昊宇 | 赵曼曼   | 连环强奸案第三受害者，被催眠进入梦境后强奸未遂。                                   |
| 刘泽群 | 梦境男神 | 赵曼曼梦境男神，精灵王子。                                                         |
| 邓莎   | 思思     | 单身妈妈，马小菲和韩沉好友。                                                       |
| 韩昊霖 | 豆豆     | 思思儿子，被曾方平挟持。                                                           |

#### 真人CS案
- 第一季7-12集，第二季1-5集

| 演員     | 角色        | 简介 |
| 米热     | 谢陆(T)     | 网络神秘人 长江白鹤BBS论坛网友 化名游川 详见字母團                                                                       |
| 米热     | 游川        | 真人野外CS比赛参赛者 比赛分队为蓝组                                                                                      |
| 谢子辰   | 陈西贤      | 吸毒者 连环枪杀案第一被害者                                                                                              |
| 程春     | 郑成志      | 為拆遷款害死母親 连环枪杀案第二被害者                                                                                    |
| 刘真     | 郑成达      | 郑成志弟弟 长江白鹤BBS论坛网友                                                                                           |
| 张潘靓子 | 陈灿烂      | 交通事故肇事逃逸者 连环枪杀案第三被害者                                                                                  |
| 周春广   | 罗开舫      | 中学副校长 |
| 严宇馨   | 周思涵      | 陈西贤前女友 周思琳姐姐 在送钱给陈西贤路上被轮奸，后精神恍惚，被车撞死。                                                 |
| 高芮     | 周思琳      | 周思涵妹妹 长江白鹤BBS论坛网友                                                                                           |
| 陈勇舟   | 周父        | 周思琳、周思涵之父。 |
| 艾平     | 周母        | 周思琳、周思涵之母。 |
| 任嘉伦   | 张慕涵      | 真人野外CS比赛参赛者 樂洛霞之男友 比赛分队为红组 目睹顧然被顏、方、柯三人強奸，見死不救 被樂洛霞捅刀殺害                 |
| 高雨儿   | 乐洛霞      | 真人野外CS比赛参赛者 张慕涵之女友 比赛分队为红组 目睹顧然被顏、方、柯三人強奸，見死不救                                  |
| 黄千硕   | 柯凡        | 真人野外CS比赛参赛者 比赛分队为蓝组 被T捅刀殺害                                                                          |
| 金梦阳子 | 李明玥      | 真人野外CS比赛参赛者 比赛分队为蓝组 遭割喉身亡 只顧比賽，沒有帶迷路的顧然回營地，不知其被強姦                            |
| 王斌     | 孙典        | 真人野外CS比赛参赛者 教授 比赛分队为红组 只顧比賽，沒有帶迷路的顧然回營地，不知其被強姦                                  |
| 金澔辰   | 方绪        | 真人野外CS比赛参赛者 比赛分队为蓝组                                                                                      |
| 陈尚泽   | 颜耳        | 真人野外CS比赛参赛者 比赛分队为蓝组 小混混，人脈廣 遭割喉身亡                                                            |
| 白宇     | 韩沉        | 真人野外CS比赛参赛者 被T指名参加，与白锦曦假扮为男女朋友。 比赛分队为红组 详见主要角色 参见黑盾组                        |
| 杨蓉     | 白锦曦/苏眠 | 真人野外CS比赛参赛者 被T指名参加，与韩沉假扮为男女朋友。 比赛分队为红组 详见主要角色 参见黑盾组                          |
| 赵予熙   | 顾然        | 一年前参加真人野外CS比赛 先被颜耳、方绪、柯凡强奸，後因迷路遇到劉家「四兄弟」，被帶回別墅強姦 因長時間浸泡在河中失溫而死 |
| 王茂蕾   | 朱教授      | L&E香水集团负责人 来自制香世家，患有多重人格分裂症。                                                                     |
| 于博宁   | 刘正        | |
| 萨刚云   | 刘成        | |
| 王瑞     | 刘风        | 朱教授助理 |
| 王一凡   | 刘新        | |
| 刘顾浩   | 刘放        | |
| 刘敏     | 莉香        | 朱教授老婆 因患有不治之症，已过世。                                                                                      |

#### 护士服变态杀人案
- 第二季6-10集

| 演員   | 角色   | 简介                                           |
| 殷潇   | 周似锦 | RGS项目公司主管 遭迷奸后被谋杀，被换上护士装。 |
| 梁宝羚 | 夏子柒 | 遲琛的女朋友                                   |
| 杨晓钊 | 司徒熠 |                                                |
| 初俊辰 | 季子苌 | 字母團成员，代号：L 参见字母團 参见终极对决    |
| 戚迹   | 许湳柏 | 字母團成员，代号:K 参见字母團 参见终极对决     |

#### 芯片之谜/与K较量/黑客杀人事件
- 第二季9-12集

| 演員   | 角色   | 简介 |
| 孙骁骁 | 辛佳   | 字母團成员，代号：E 参见字母團                                                                                                 |
| 戚迹   | 许湳柏 | 字母團成员，代号:K 参见字母團 参见终极对决                                                                                     |
| 田牧宸 | 罗斌   | 字母團成员，代号：R 参见字母團 参见终极对决                                                                                    |
| 杨鹏   | 林主任 | 与许湳柏同属心理学系，因不满其行事作风而向其父亲诉说，导致许湳柏父亲不认同其的心理学研究。 被S催眠，后自己写了遗书，自杀身亡。 |

#### 终极对决
- 第三季1-7集

| 演員   | 角色   | 简介                                                             |
| 李庚   | 徐司白 | 字母團领导，代号：S 详见主要角色 参见七人團 参见黑盾组           |
| 张逸杰 | 夏俊艾 | 字母團成员，代号：A 参见字母團                                   |
| 戚迹   | 许湳柏 | 字母團成员，代号:K 参见字母團 参见芯片之谜/与K较量/黑客杀人事件  |
| 初俊辰 | 季子苌 | 字母團成员，代号：L 参见字母團 参见护士服变态杀人案              |
| 田牧宸 | 罗斌   | 字母團成员，代号：R 参见字母團 参见芯片之谜/与K较量/黑客杀人事件 |

### 其他角色
| 演員   | 角色     | 简介                                |
| 李斌   | 何经纶   |                                     |
| 刘亚鹏 | 徐父     |                                     |
| 徐熙颜 | 陈素琳   |                                     |
| 曹世平 | 周丰茂   |                                     |
| 王品   | 何亚尧   |                                     |
| 王一哲 | 丁俊     |                                     |
| 王侃伟 | 张福采   |                                     |
| 周绍栋 | 许教授   |                                     |
| 包云飞 | 林教授   | 法医教授                            |
| 周云深 | 宁队长   |                                     |
| 张亮   | 老刑     |                                     |
| 任山   | 局长     |                                     |
| 周圆圆 | 小陆     |                                     |
| 张芷然 | 徐莹     |                                     |
| 张金龙 | 培训主任 |                                     |
| 刘奕凯 | 陈德远   |                                     |
| 侯岩松 | 顾局长   | 江城警局局长 白锦曦、周小篆之上司。 |
| 陈绍游 | 季白     |                                     |
| 石强   | 院长     |                                     |
| 郑国霖 | 苏瑞城   | 苏眠父亲 警察，被徐司白父亲害死。   |
| 王晨   | 苏眠母亲 |                                     |
| 苗杰   | 老警察   |                                     |
| 于贝贝 | 警察女儿 |                                     |
| 曹哲   | 大伟     | 韩沉好友。                          |
| 郭剑   | 猴子     | 韩沉好友。                          |
| 何文博 | 赵梓旭   | 真正白锦曦前男友，同读一所大学。    |
| 陈轶星 | 辛佳母   |                                     |
| 宁南   | 辛佳父   |                                     |
| 骆言   | 韩沉母   |                                     |
| 陆忠   | 省局局长 |                                     |
| 魏星   | 小何     |                                     |
| 付彦丹 | 小齐     |                                     |
| 张士富 | 总裁     |                                     |

## 電視原聲帶
| 曲序 | 曲目                      |      | 作曲 | 演唱       |
| ---- | ------------------------- | ---- | ---- | ---------- |
| 1.   | 《沉眠》（主題曲/片尾曲） | 正   | 谭旋 | 杨蓉、白宇 |
| 2.   | 《光》（插曲）            | 高姗 | 曾缔 | 曾缔       |

## 书籍

### 中国大陆
| 出版日期     | 書名                 | 作者 | 出版社           | ISBN               |
| 2015年4月1日 | 《美人为馅》         | 丁墨 | 百花洲文艺出版社 | ISBN 9787550013605 |
| 2015年4月1日 | 《美人为馅2 大结局》 | 丁墨 | 百花洲文艺出版社 | ISBN 9787550013599 |

### 台湾
| 出版日期     | 書名            | 作者 | 出版社   | ISBN               |
| 2015年2月7日 | 《美人为馅 上》 | 丁墨 | 知翎文化 | ISBN 9789865782979 |
| 2015年2月7日 | 《美人为馅 中》 | 丁墨 | 知翎文化 | ISBN 9789865782986 |
| 2015年2月7日 | 《美人为馅 下》 | 丁墨 | 知翎文化 | ISBN 9789865782993 |